# George William Lamplugh
George William Lamplugh (8 avril 1859 - 9 octobre 1926) est un géologue britannique . 

## Biographie
Il est élu membre de la Royal Society en 1905 et remporte la médaille Wollaston de la Société géologique de Londres en 1925 . Il reçoit la médaille Bigsby en 1901 .
Travaillant entre 1892 et 1897, Lamplugh réalise la première carte géologique officielle de l'île de Man sous les auspices du British Geological Survey . Ses observations originales et ses cartes de terrain sont conservées au British Geological Survey à Édimbourg. Des copies «propres» peintes à la main de ses feuilles de carte sont conservées au Manx Museum sur l'île de Man .